# 初富駅
初富駅（はつとみえき）は、千葉県鎌ケ谷市中央一丁目にある、京成電鉄松戸線の駅である。駅番号はKS77。

## 歴史
- 1949年（昭和24年）10月7日：新京成電鉄新京成線の鎌ヶ谷初富駅として開業。
- 1955年（昭和30年）4月1日：初富駅に改称。
- 2013年（平成25年）2月3日：高架化工事の進捗に伴い、松戸方面ホームを仮線に切り替え[1]。
- 2014年（平成26年）
  - 2月：駅番号「SL12」を設定[2]。
  - 5月18日：高架化工事の進捗に伴い、京成津田沼方面ホームを仮線に切り替え[3]。構内踏切を廃止。
- 2017年（平成29年）10月21日：下りホームが高架化[4][5]。
- 2019年（令和元年）12月1日：上りホームが高架化[6][7]。また、上りホームが高架化されたと同時に駅監視システムを導入。これに合わせて22時から翌朝7時までの間は駅員が不在となる。
- 2025年（令和7年）4月1日：新京成電鉄が京成電鉄への吸収合併に伴い、京成電鉄松戸線の駅となる。駅番号をSL12からKS77に変更[8]。

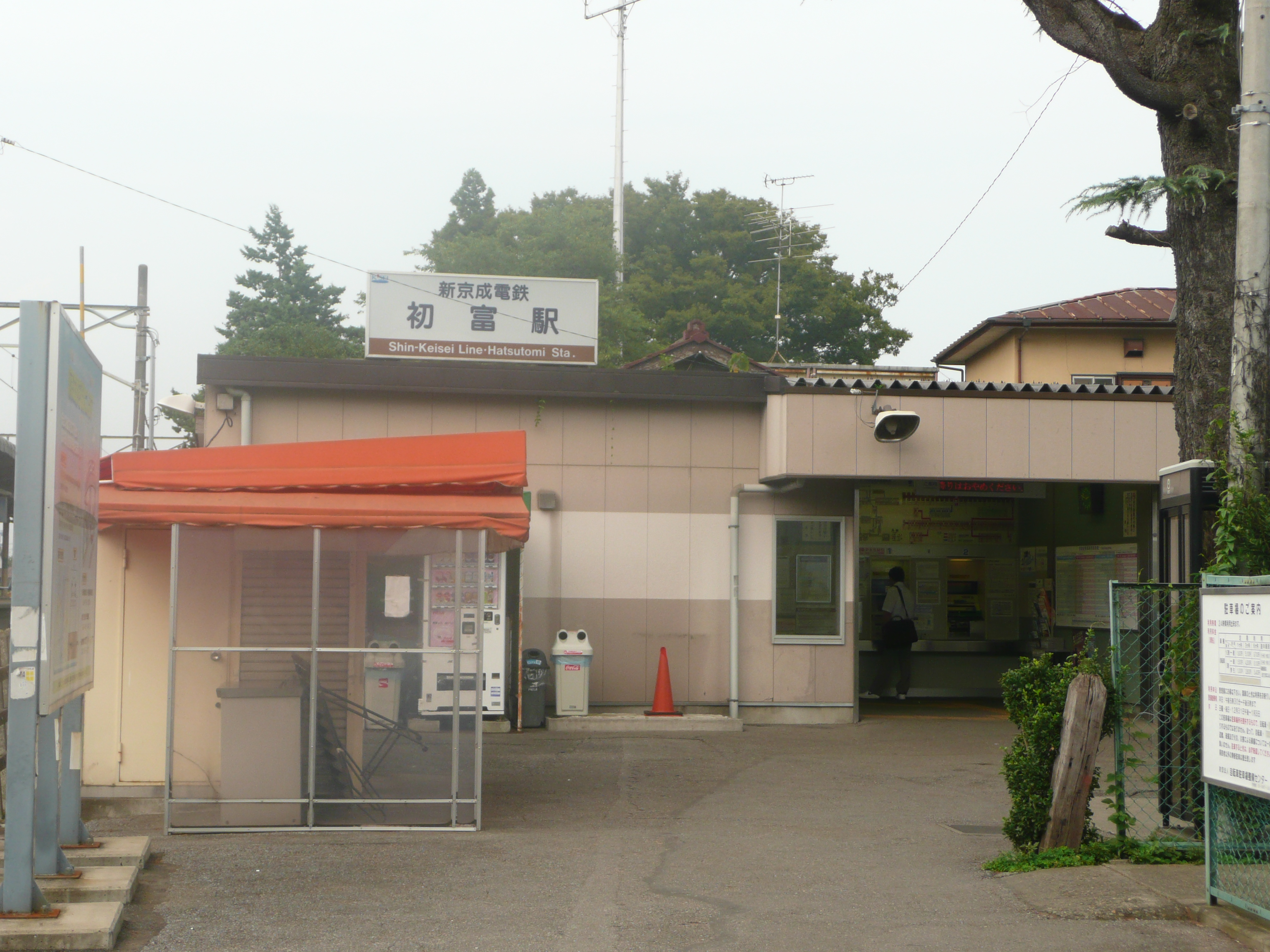
高架化前の旧駅舎（2008年9月）
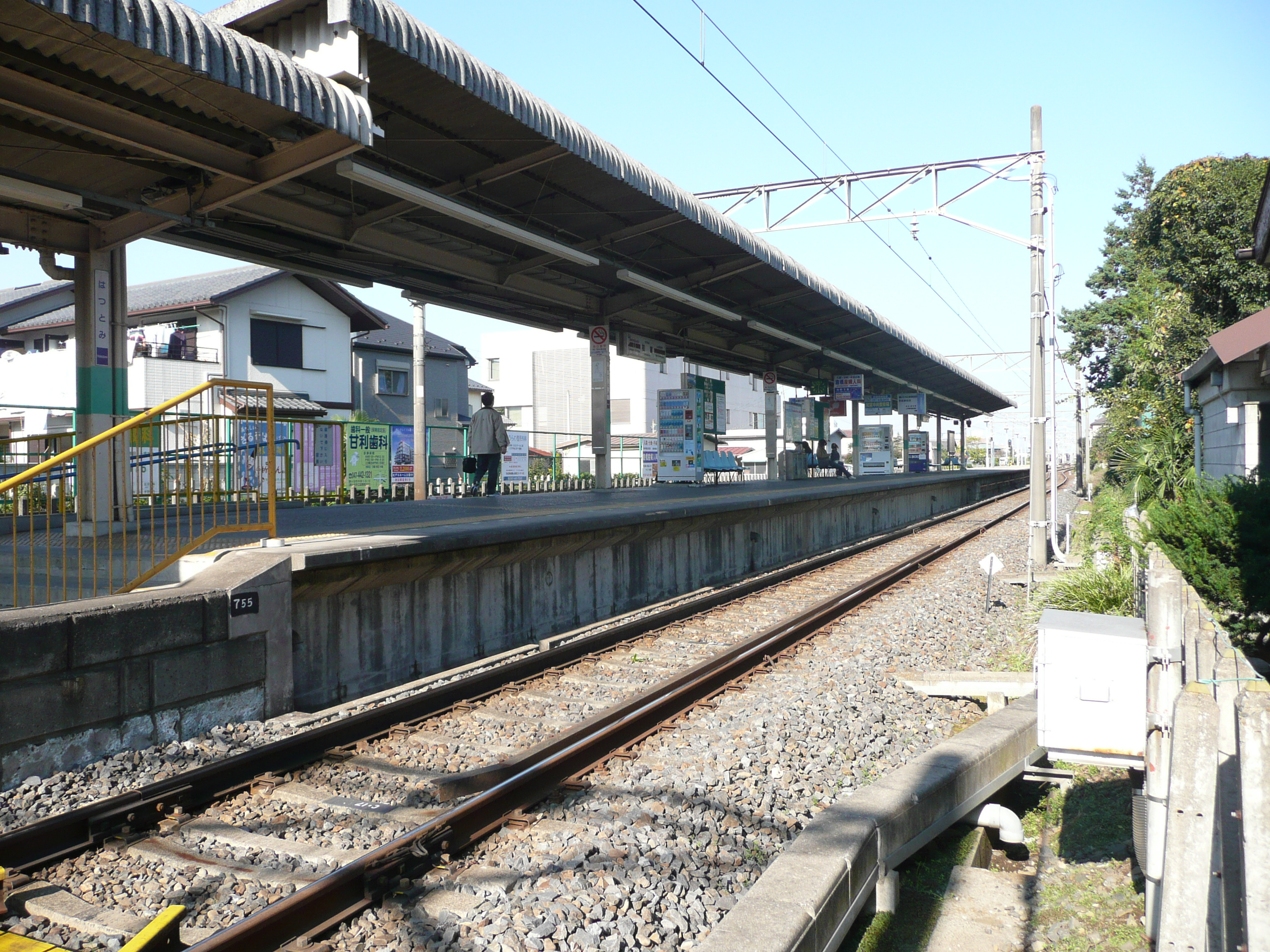
高架化前の旧駅ホーム（2007年11月）
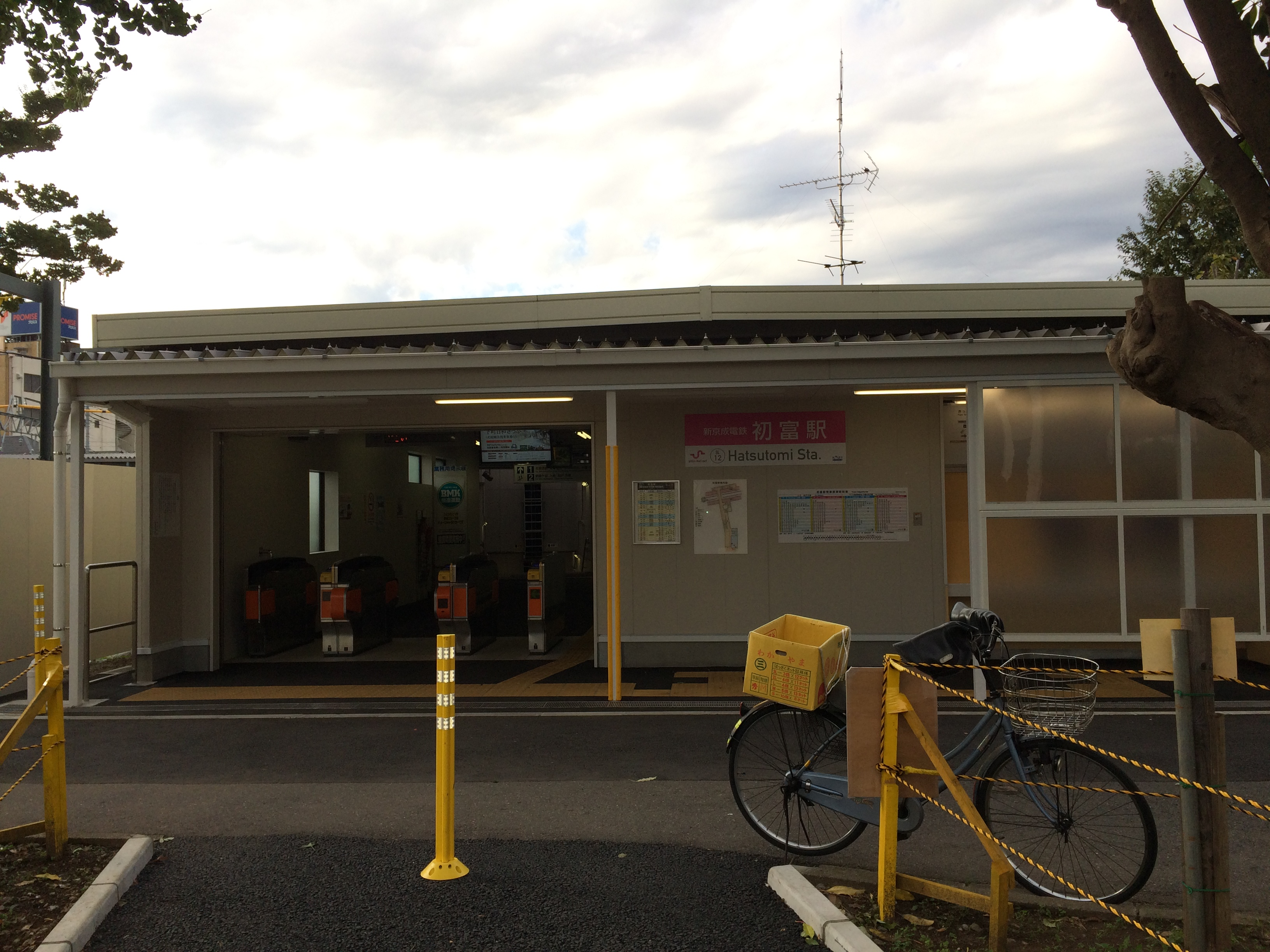
高架化工事中の仮駅舎（2014年11月）
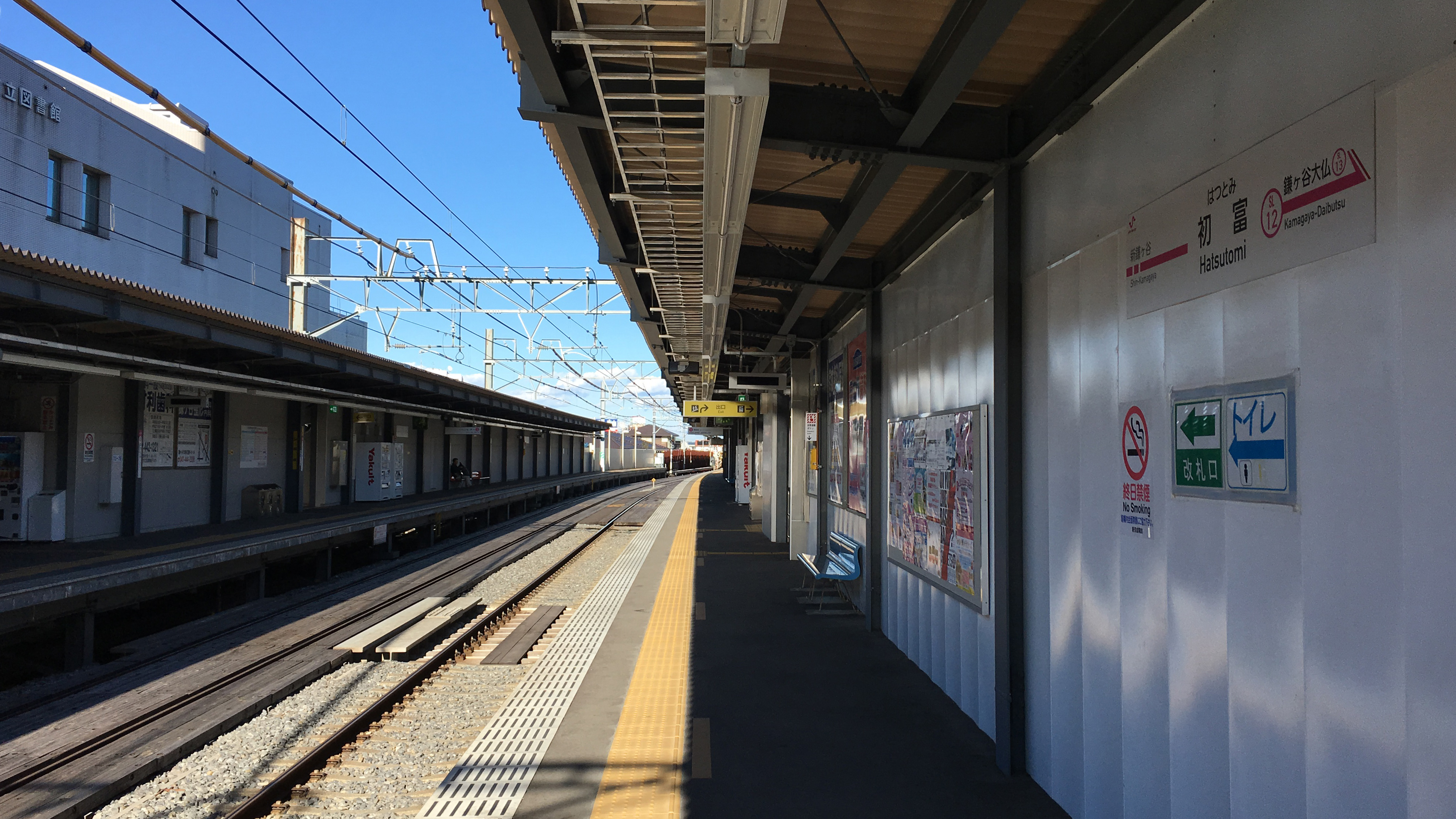
仮設ホーム（2015年12月）

### 駅名の由来
明治新政府により小金牧（千葉県北西部）及び佐倉牧（同県北部）開墾が行われ、開墾地には開墾計画順に地名が付与された。初富はその最初に当る。
同様の駅名には二和向台駅、三咲駅（以上新京成電鉄）、豊四季駅（東武野田線）、五香駅（新京成電鉄）、六実駅（東武野田線）、八街駅（JR東日本総武本線）がある。

## 駅構造
島式ホーム1面2線の高架駅。
新京成のほとんどの駅では方面サインを長方形のものに更新されているが、1番線が仮設ホームになるまで当駅は（仮駅移設前の）北初富駅同様旧式の四角形のものが残されていた。
かつては島式ホーム1面2線の地上駅で、改札とホームの間に構内踏切が存在した。高架化工事の進捗に伴い、2013年2月3日に2番線ホームを仮線・仮ホームに切り替えられ、同時に地下通路とエレベーターが設置された。また2014年5月18日に1番線ホームを仮線・仮ホームに切り替えた。10月5日には仮駅舎に切り替えられた。
高架駅舎のデザインは「『文化』をテーマに、日本の伝統文化の一つである折り紙や空高く飛ぶ紙飛行機をモチーフとしたガラス開口部がアクセントとなっている、落ち着きのあるデザイン。イメージカラーは青色。」。
2019年12月1日より駅監視システムを導入。22時から翌朝7時までの間は駅員が不在となる。

### のりば
| 番線 | 路線   | 方向 | 行先                                     |
| ---- | ------ | ---- | ---------------------------------------- |
| 1    | 松戸線 | 下り | 北習志野・新津田沼・京成津田沼・千葉方面 |
| 2    | 松戸線 | 上り | 新鎌ヶ谷・八柱・松戸方面                 |

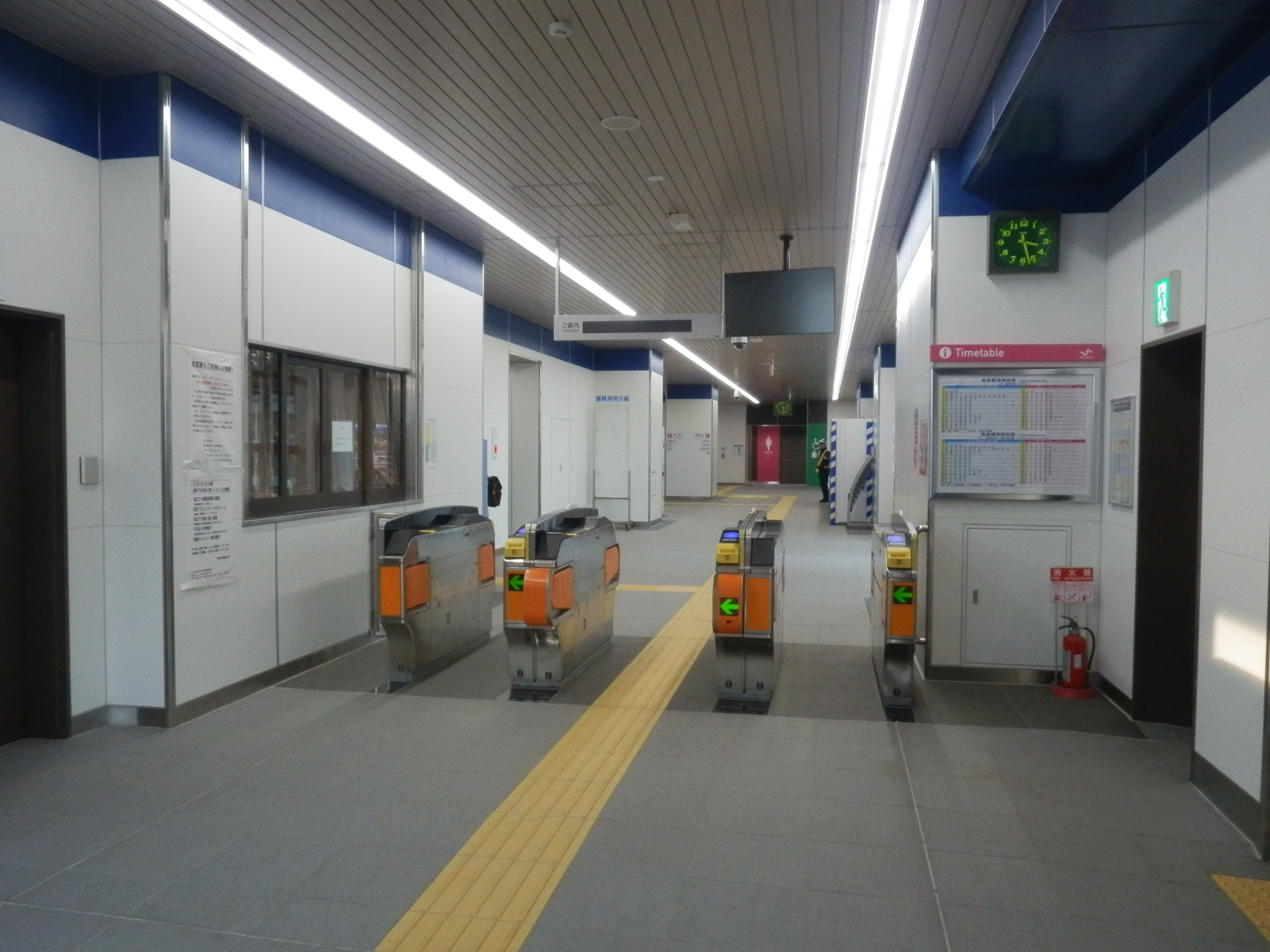
改札口（2019年12月）
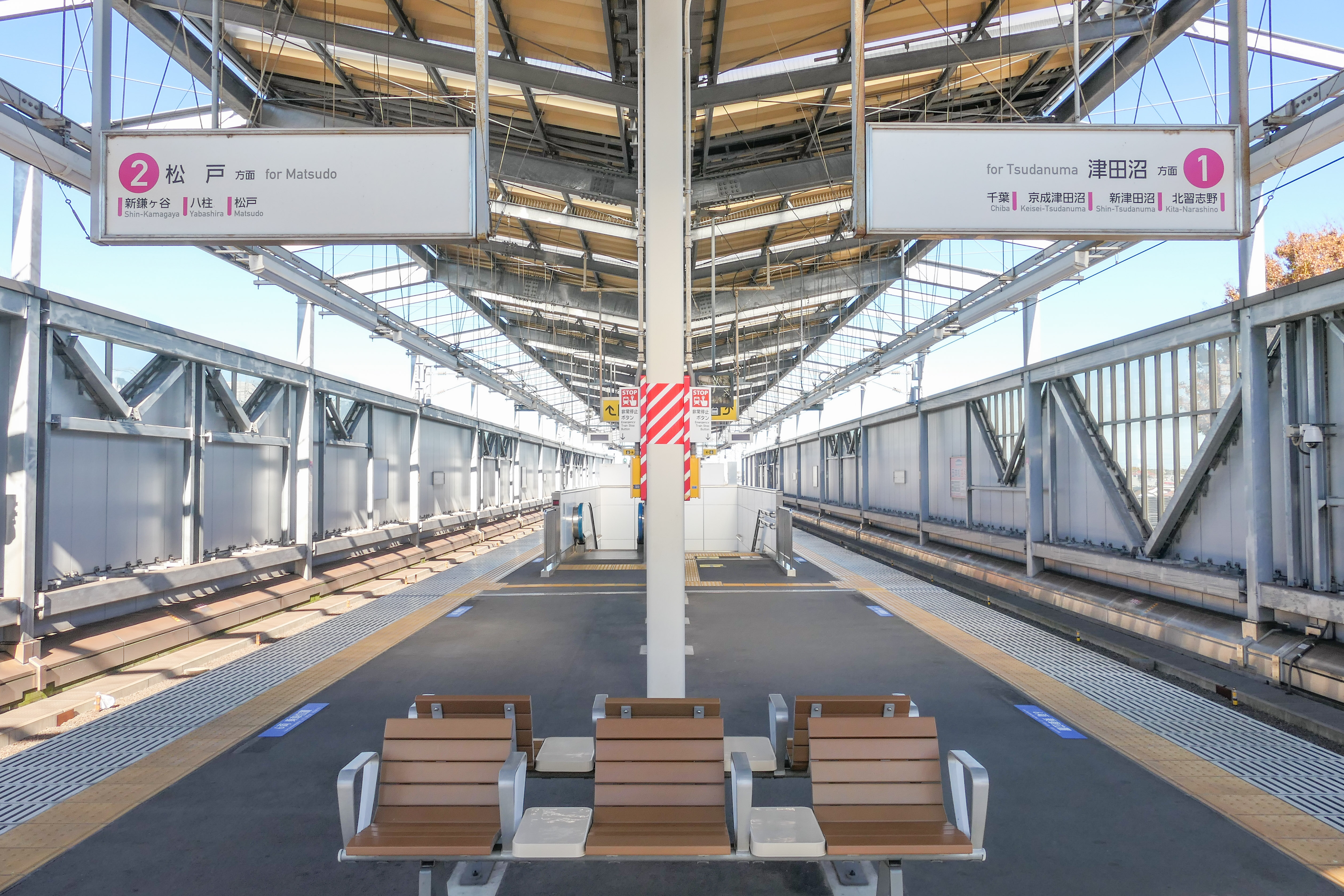
駅ホーム（2024年11月）

## 利用状況
2024年度の一日平均乗降人員は5,248人であり、線内では最も利用客が少ない。近年の推移は下表の通りである。
| 年度               | 一日平均 乗降人員 | 一日平均 乗車人員 |
| ------------------ | ----------------- | ----------------- |
| 2007年（平成19年） |                   | 2,719             |
| 2008年（平成20年） |                   | 2,691             |
| 2009年（平成21年） |                   | 2,650             |
| 2010年（平成22年） |                   | 2,685             |
| 2011年（平成23年） |                   | 2,648             |
| 2012年（平成24年） |                   | 2,472             |
| 2013年（平成25年） |                   | 2,557             |
| 2014年（平成26年） |                   | 2,601             |
| 2015年（平成27年） |                   | 2,630             |
| 2016年（平成28年） |                   | 2,640             |
| 2017年（平成29年） |                   | 2,690             |
| 2018年（平成30年） |                   | 2,739             |
| 2019年（令和元年） | 5,575             | 2,706             |
| 2020年（令和02年） | 4,437             |                   |
| 2021年（令和03年） | 4,567             |                   |
| 2022年（令和04年） | 4,902             |                   |
| 2023年（令和05年） | 5,112             |                   |
| 2024年（令和06年） | 5,248             |                   |

## 駅周辺

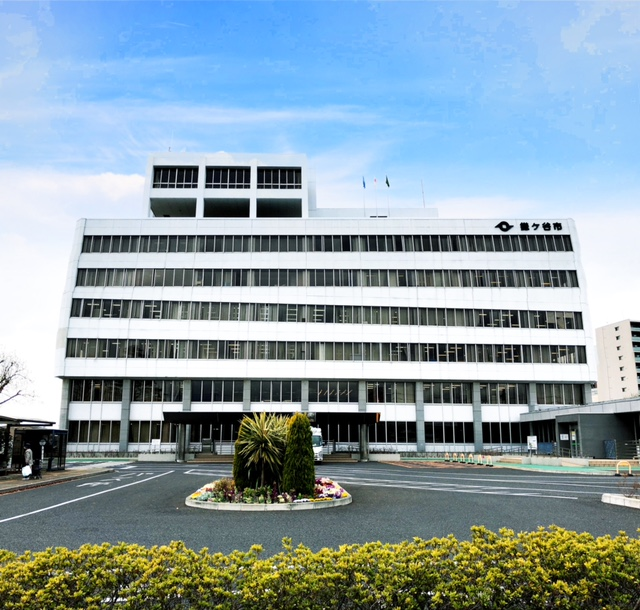
鎌ケ谷市役所

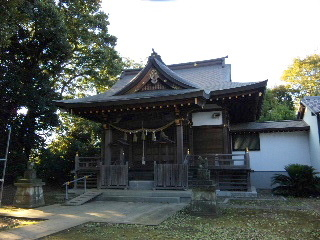
初富稲荷神社

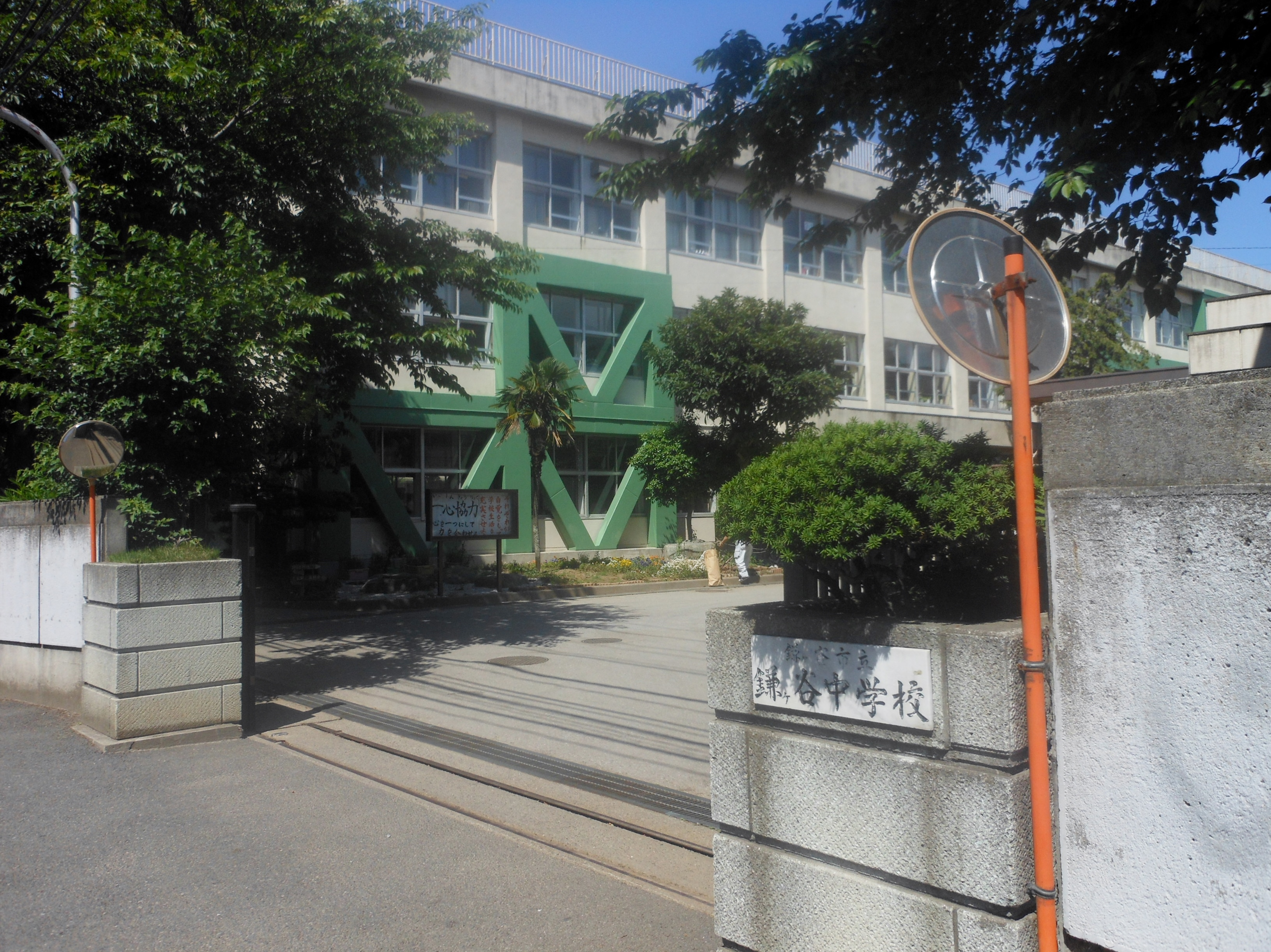
鎌ケ谷市立鎌ケ谷中学校

周辺には複数の駅が近接しており、南側には東武野田線（東武アーバンパークライン）の鎌ヶ谷駅、北側には隣の新鎌ヶ谷駅、北西側（国道464号線経由）には2駅隣の北初富駅が立地し、それぞれ当駅から徒歩10分から15分程度（距離にして1キロメートル前後）となっている。
駅の西側には国道464号、千葉県道8号船橋我孫子線（船取線）、千葉県道57号千葉鎌ケ谷松戸線が走る。駅前の県道を挟んだ向かい側にはショッピングプラザ鎌ヶ谷がある。
- 鎌ケ谷市役所（徒歩約10分、最寄り駅は新鎌ヶ谷駅）
- 鎌ケ谷市中央公民館
- 鎌ケ谷市立鎌ケ谷中学校
- 鎌ケ谷市立鎌ケ谷小学校
- 鎌ケ谷市立五本松小学校
- 鎌ケ谷市中央児童センター
- 鎌ケ谷市立図書館
- 鎌ケ谷市郷土資料館
- 鎌ヶ谷中央一郵便局
- 鎌ヶ谷南初富郵便局
- 鎌ケ谷総合病院（徒歩約12分、最寄り駅は新鎌ヶ谷駅）
- ショッピングプラザ鎌ヶ谷
  - ヨークフーズ 鎌ヶ谷店
  - しまむら ショッピングプラザ鎌ヶ谷店
  - ニトリデコホーム
  - サンドラッグ
  - ダイソー
- ベルク 鎌ケ谷富岡店
- マルエイ 新鎌ヶ谷店
- ケーヨーデイツー鎌ヶ谷店
- 初富稲荷神社
- 貝柄山公園

## その他
- 当駅と隣の鎌ヶ谷大仏駅の間は2.1キロメートル（km）離れており、新京成線内で最も長い区間である。
- 国道464号を挟んだ西側を東武野田線（東武アーバンパークライン）が並行する。鎌ヶ谷駅は徒歩約10分の距離にあり、新鎌ヶ谷駅の開業まで長らく乗り換えが不便であった。
- 新年には、「初めに富がやってくる」というゴロ合わせの硬券入場券が発売される。
- 縁起の良い駅名ゆえ、記念スタンプが設置されている。
- JR線連絡切符の発売は当駅より松戸側では常磐線松戸駅経由のみ発売される。
- 北総開発鉄道に直通していた当時は、北初富駅から本数が減少するため、京成津田沼駅から鎌ヶ谷大仏駅までの折り返しダイヤが組まれていた。そのため、初富駅は本数が半減していた。『初富飛ばし』と呼ばれている。

## 隣の駅
京成電鉄
 松戸線
新鎌ヶ谷駅 (KS78) - 初富駅 (KS77) - 鎌ヶ谷大仏駅 (KS76)